# Claudio Pacifico (attore)
Claudio Pacifico (Roma, 9 maggio 1963) è un attore e stuntman italiano.

## Biografia
Figlio di Benito Pacifico, è uno stuntman e maestro d'armi. Nel 2001 è stato candidato al World Stunt Award. Esperto in diverse discipline sportive quali il Kung-fu, lo Skydiving e il trampolino, è attivo in molti produzioni cinematografiche italiane ed internazionali, facendo da controfigura per molti dei più popolari attori in scene pericolose.
Tra gli attori o attrici a cui si è sostituito: Jean-Claude Van Damme, Kabir Bedi, Anthony Delon, Bill Paxton, Daniel Day-Lewis, Jude Law, Heath Ledger, Matthew Modine, Geena Davis, Andie MacDowell, Faye Dunaway e Brigitte Nielsen.

## Filmografia parziale

### Cinema
- Il padrino - Parte III
- Il domani non muore mai
- Il talento di Mr. Ripley
- U-571
- Prince of Persia - Le sabbie del tempo
- Mission: Impossible
- Tutto l'amore del mondo - (come attore)
- Casanova
- Romanzo criminale
- Nessuna verità
- Angeli e demoni
- Corsari
- Solomon & Sheba (1995)
- Hudson Hawk - Il mago del furto
- Gangs of New York
- King David

### Televisione
- Elisa di Rivombrosa
- Preferisco il Paradiso
- Orgoglio
- Incantesimo
- La guerra è finita
- A che punto è la notte
- Palermo Milano - Solo andata
- Francesco
- Michelangelo
- Giovanni Falcone - L'uomo che sfidò Cosa Nostra
- Il generale Dalla Chiesa
- Il caso Dozier (1993)
- Il capo dei capi
- Il falco e la colomba
- Il segreto del Sahara
- La piovra 3
- Il ritorno di Sandokan
- Il maresciallo Rocca